# Kisa klub
A kisa klub (記者クラブ, magyaros átírással: kisa kurabu), avagy "újságírók klubja", az egy japán riporterekből álló hírszerző szövetkezet, aminek a központi hírforrásai lehetnek az állami minisztériumok, a helyi hatóságok, a rendőrség vagy nagyobb névvel rendelkező vállalatok is.
Ha egy intézményben működik a kisa klub, akkor csak a klubban lévő újságírók kapják meg az avval az intézménnyel kapcsolatos híreket és információkat. Mivel ennyire zárt ez a rendszer és az információ nem szivároghat ki, a tagokra vonatkozó klubszabályok eléggé szigorúak. Ez a módszer azért van, hogy megakadályozzák a külsős média portálokat, például magazinokat és kisebb újságokat, illetve a külföldi médiát és a szabadúszó újságírókat, hogy hozzáférhessenek a sajtótájékoztatókon elhangzott információkhoz, hírekhez.
Bár hasonló intézkedések más országokban is vannak, a japán formája ennek a szövetkezetnek már az egyik legextrémebb eset; a kisha klubban lévő újságírók nem hagyják érvényesülni a külsős újságírókat, s ez oda vezetett, hogy ezt a kifejezést más nyelvekben is használják már, gyakran bíráló értelemben.

## Kisa klub történelme
A legelső kisa klubot 1890-ben alapították, miután az első japán országgyűlés meg lett tartva. Mivel a riportereket nem engedték be az efféle ülésekre, s nem hozhattak le róla cikkeket, ezért összefogtak és szerveztek egy média csoportot, hogy együttes erővel nyomás alatt tartsák az államot az információkért.
1941-ben a "Japán Újságok Egyesülete" létrejöttével a kisa klubok két harmadát feloszlatták, és a kisa klubok többé nem lehettek önállóan irányítottak.
1949. október 26-án a Japán Újság Kiadók és Szerkesztők Társasága csinált egy irányelvet a kisa klubhoz, amiben az áll, hogy a kisa klubok csak szocializálás céljából áll fent, nem azért, hogy beleavatkozzon riporteri ügyekbe.
1997 decemberében viszont ugyanez a társaság megváltoztatta az irányelvét; a kisa klubokat a újságírás alapjának tartja, aminek a célja az információ szerzés egyes testületektől, amik információt elhallgatnak.
2005. március 24-én Livedoor volt az első internetes médiavállalat, ami jelentkezett klubtagságért a Japán Meteorológiai Ügynökség kisa klubhoz.
Majdnem egy évvel később viszont ezt a kérelmet elutasították, mivel a Livedoor akkori elnökét, Takafumi Horie-t, a Securities Trading Law (証券取引法, magyaros átírással: Sóken Torihiki Hó) egyik szabályának megsértésével vádolták.
2005. július 9-én egy szabadúszó riporter, Jú Teraszava (寺澤有) és a Súkan Gendai heti magazin helyettes szerkesztője benyújtott egy ideiglenes rendelkezésről szóló kérelmet a Tokiói Fővárosi Rendőrség és 15 másik cég ellen, amik összeköttetésben álltak a Tokiói Kerületi Bíróság és a Tokiói Legfelsőbb Bíróság kisa klubjával. A kérelemben az állt, hogy az efféle kluboknak megtiltsák, hogy hátráltassák azokat az újságírókat, akik részt akarnak venni a Tokiói Fővárosi Rendőrség gyűlésein, illetve azokat, akik kérdéseket akarnak feltenni az ügyekben, de a kérelmet elutasították. Ezután egy különleges fellebbezéssel próbálkoztak a Tokiói Legfelsőbb Bíróságnál.
2005. november 8-án, amikor egy riportert az NHK Ócu vállalatból letartóztattak egy gyújtogatási kísérlettel kapcsolatban, a Siga Prefektúra Rendőrségi Kisa Klubot is átkutatta a Siga Prefektúra Rendőrség, mert a letartóztatott riporter abba a kisa klubba tartozott.

## Feketetábla megállapodások
Ugyan a kisa klub meggátolja a belépést egyes riportereknek, viszont ez nem feltétlenül jelenti azt, hogy a klubon belül rivalizálás lenne a nagyobb újságok között. A feketetáblára felkerült dolgokat be kell tartani, legyen ez akár egy jó hírértékű sztori le nem adása a határidő előtt. Itt nincs meg az a verseny, hogy amelyik újság elsőként leadja a hírt, az éli túl a média világban. Ezeknek a megállapodásoknak a betartása egy baráti viszonyt igényel a többi riporterekkel és a híreket adó forrásokkal. Ha ezeket a szabályokat nem tartja be az illető, akár ki is rúghatják a klubból, bár általában csak ideiglenes eltiltást szabnak ki a szabálysértőkre.

## Kisa klubtagok feladatai
A nagyobb újságok kisa klubjának a tagjai belépést nyernek egyes hivatalokba, ahol az állam, vagy más politikai párt tevékenykedik. Ezek a klubok kapnak nyomtatványokat, amikben maga a megjeleníteni kívánt hír már benne van. Ezeket szerkesztik a kisa klub tagjai, majd megjelenítik az újságukban. A szerkesztésen és lektoráláson kívül, a kisa klubok szoktak még sajtókonferenciákat is rendezni.

## A kisa klubok előnyei és hátrányai

### Előnyei
Egy ilyenfajta kisa klub felállítása lehetővé teszi azt, hogy az állami minisztériumok és vállalatok könnyedén megosszák a híreket a neves hírügynökségekkel, amik a klubban vannak, ezzel megkönnyítve az újságírók dolgát. A hírszerző szövetkezet azt állítja, hogy az ilyen klubok megalakításával, a média szervezetek nyomás alatt tartják a gyakran ellenkező állami minisztériumokat, amik így kénytelenek felfedni információkat.
A másik előnye a kisa kluboknak, hogy a szerkesztők átrágják magukat rengeteg nyers, unalmas politikai híreken, (amiért mindenki hálás), bár pont emiatt szoktak megjelenni lecsupaszított, egyfajta cikkek az újságban. 

### Hátrányai
Az egyik legnagyobb hátránya a kisa kluboknak, hogy jelenleg az újságírók a politikusokért dolgoznak és kevésbé az emberekért. A politikusok tartják fent a kisa klubokat, ők adnak nekik híranyagot, ezekkel a klubokkal van esélyük az újságoknak relevánsnak maradni. Ha ez megszűnik, elveszik az előnyük is. Ez a felfogás viszont teljes mértékben szembemegy az újságírói alapelvekkel, az objektivitással és az önállósággal.
Azért is kritizálták már a kisa klubot, mert az újságírók főbb dolga csupán összefoglalni a sajtókonferencián elhangzottakat, s elhanyagolják a munka többi részét; utánajárni például, hogy ami elhangzott az igaz-e. Ezáltal könnyen a média manipuláció áldozataivá válhatnak, s az érzékük az oknyomozáshoz eltompulhat.
Kritizálták azt is, hogy a kapcsolatok újságírók és politikusok között egyre kevésbé professzionális. Gyakori Japánban az, hogy egy újságíró ebédjét egy politikus fizeti egy konferencia előtt vagy után, vagy az, hogy ugyanabban a szállodában száll meg a politikus és a riporter is; s a média ezt jó fényben tünteti fel, dicséri a riporter hozzáállását és ösztönzi a többi újságírót arra, hogy alakítsanak ki baráti viszonyt a politikusokkal. Viszont ez azt eredményezheti, hogy a japán újságíró nem fogja lerántani a leplet a politikus barátjáról, esetleg meghamisítanak információkat, könnyebben a manipuláció áldozatai lehetnek. 

## Történések
Pont ezeknek az alapelveknek az elhagyásával történtek meg már-már megbotránkoztatóbb esetek is. A 2011-es Fukusima 1 atomerőmű felrobbanásakor is volt egy kisa klubos incidens. TEPCO-nak, avagy a cégnek, ami vezeti a Fukusimai atomerőművet, is van egy kisa klubja. Mégis, amikor az atomerőmű felrobbant és a sugárzás veszélyről akart mindenki tudni, a média és az újságok hamis vagy szinte semmilyen információt adtak az embereknek. Mindeközben a külföldi sajtó is lehozta a hírt, bár részleteket nem tudtak ők sem, mivel nem voltak kisa klubtagok. Azok a szabadúszó riporterek se kérdezhettek mélyreható kérdéseket, akik bejutottak a kisa klubba.
2001-ben Ikedában, Oszaka prefektúrában egy általános iskolai mészárlás történt, s egyes riporterek el voltak zárva a rendőri nyilatkozattól, mert nem voltak a helyi hatóságnak a kisa klubtagjai. Miután a klubtagoknak nyilatkoztak a rendőrök, utána a többi riporternek is megtették ugyanezt.

## Ellenintézkedések
2001-ben, Nagano akkori polgármestere, Jaszuo Tanaka feloszlatott két kisa klubot abban a prefektúrában. Hiába a klubtagok tiltakozásának, Tanaka bezáratta a klubokat és megalapított egy média központot, ami nyitva állt minden újságírónak, beleértve a szabadúszókat és a magazintól, illetve weboldalaktól jövő riportereket is. Ez a rendszer változatlan maradt, mióta Tanaka ott hagyta posztját.

## Kisa klubok más országokban
Dél-Koreában is léteznek kisa klubok, amik feltehetőleg a régebbi japán elnyomás hatására keletkeztek. Ezeket a klubokat is erős kritikák érik, viszont Japánnal ellentétben, Koreában voltak próbálkozások a kisa klubok mihamarabbi feloszlatására, úgyhogy a helyzet valamennyivel jobb.
Amerikában is egy kicsit más a helyzet Japánhoz képest; vannak kisa klubhoz hasonló szervezetek, mint például az Amerikai Védelmi Minisztérium, de a legtöbb ilyen kluboknak ott egyfajta szalon érzete van. A Fehér Házban vannak titkos találkozók, amiket "eligazításoknak" hívnak, s ezeken csak a vezető média csatornák konkrét tagjai vehetnek részt. Ezeken kívül vannak sajtókonferenciák, ide egy sajtó meghívó szükséges a belépéshez, amit megszeretni egy hosszú procedúra a különböző feltételek miatt, de manapság már blogíróknak is fennáll az ilyesfajta meghívó megszerzésére.
Az Egyesült Királyságban régebben csak sajtó meghívóval rendelkező újságírók vehettek részt a parlamenti megbeszéléseken, de amióta Tony Blair került hatalomra, már a szabadúszó riportereket is beengedik.
Franciaországban ugyanez a helyzet, sajtó meghívó kell, hogy bemehessen egy riporter a miniszterelnök rezidenciájába (az Élysée-palotába) és más minisztériumokban megtartott sajtókonferenciákra. A meghívó megszerzéséhez meg kell felelnie egy "sajtó meghívó bizottság" előtt az újságírónak.

## Egyéb részletek
- Sok kisa klub Japánban megtartja az informáló híreket (például év végi és nyári bulik, illetve búcsúztató események időpontjait) a helyi állami- és vállalati intézményeknek. Ez ugyan nem illegális, de eléggé etikátlan viselkedés a többi újságíróval szemben. Azt mondják, hogy minél kisebb egy kisa klub, annál kevésbé hajlamos a klub erre a viselkedésre.
- 2002-ben, amikor cikkeket írtak a Kabinet Fizetségi Fedezetének (内閣官房報償費) problémáiról, előkerült egy olyan információ, hogy az év végi ünnepségeken, Új Évkor, illetve az újévi ünnepek kezdetén a kabinetfőtitkár ebből a Kabinet Fizetségi Fedezetből fizetett az újságírók búcsúajándékaiért.
- 2005-ben, kiderült a Tatebayashi városi tanács által, hogy az ebédeket, amiket a szokásos, a Tatebayashi város polgármestere és egyéb média vállalatok álltak megtartott sajtókonferenciákon felszolgáltak, azt az adófizetők pénzéből finanszírozták. A város később bejelentette, hogy véget vet az efféle költekezéseknek.